# Chikara Fujimoto
Chikara Fujimoto (藤本 主税, Fujimoto Chikara) est un footballeur japonais né le 31 octobre 1977 dans la préfecture de Yamaguchi au Japon.